# McLaren M838T
Il McLaren M838T è motore a combustione interna ciclo Otto con frazionamento a 8 cilindri disposti a V di 90 gradi con doppia sovralimentazione prodotto a partire dal 2011 dalla Ricardo insieme alla casa automobilistica britannica McLaren.

## Sviluppo

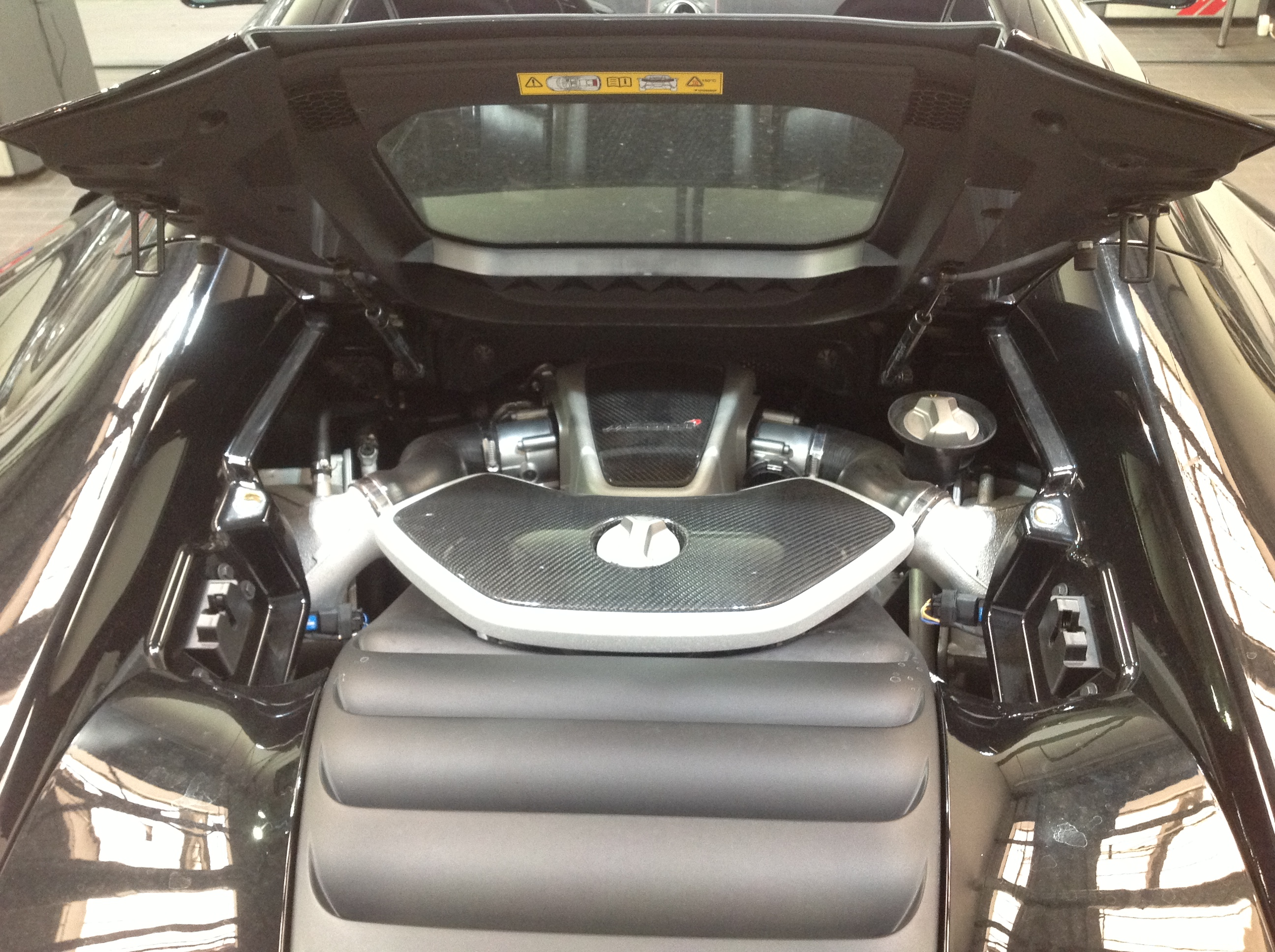
M838T su una McLaren 650S

La McLaren acquistò i diritti per un motore sviluppato dalla Tom Walkinshaw Racing, basato sull'architettura del motore Nissan VRH, che fu progettato per il campionato IRL Indycar ma non venne mai usato. Tuttavia, a parte l'alesaggio di 93 mm, nell'M838T rimane poco di quel motore. In soli 18 mesi la Ricardo partendo da un foglio bianco costruì un primo prototipo funzionante del motore.
Sviluppato con l'aiuto di Ricardo, il motore ha il limitatore posto a 8500 giri/min, con l'80% della coppia è disponibile a partire da 2000 giri/min. Al momento dell'inizio della produzione la McLaren ha affermato che il motore ha il miglior rapporto tra resa in cavalli ed emissione di CO2 rispetto a qualsiasi motore di produzione.
Il propulsore è costruito nello stabilimento della Ricardo a Shoreham-by-Sea, nel West Sussex. I turbocompressori sono forniti dalla Mitsubishi Heavy Industries (MHI) e sono unità diverse da quelle utilizzate in Mitsubishi Lancer Evolution.

## Applicazioni

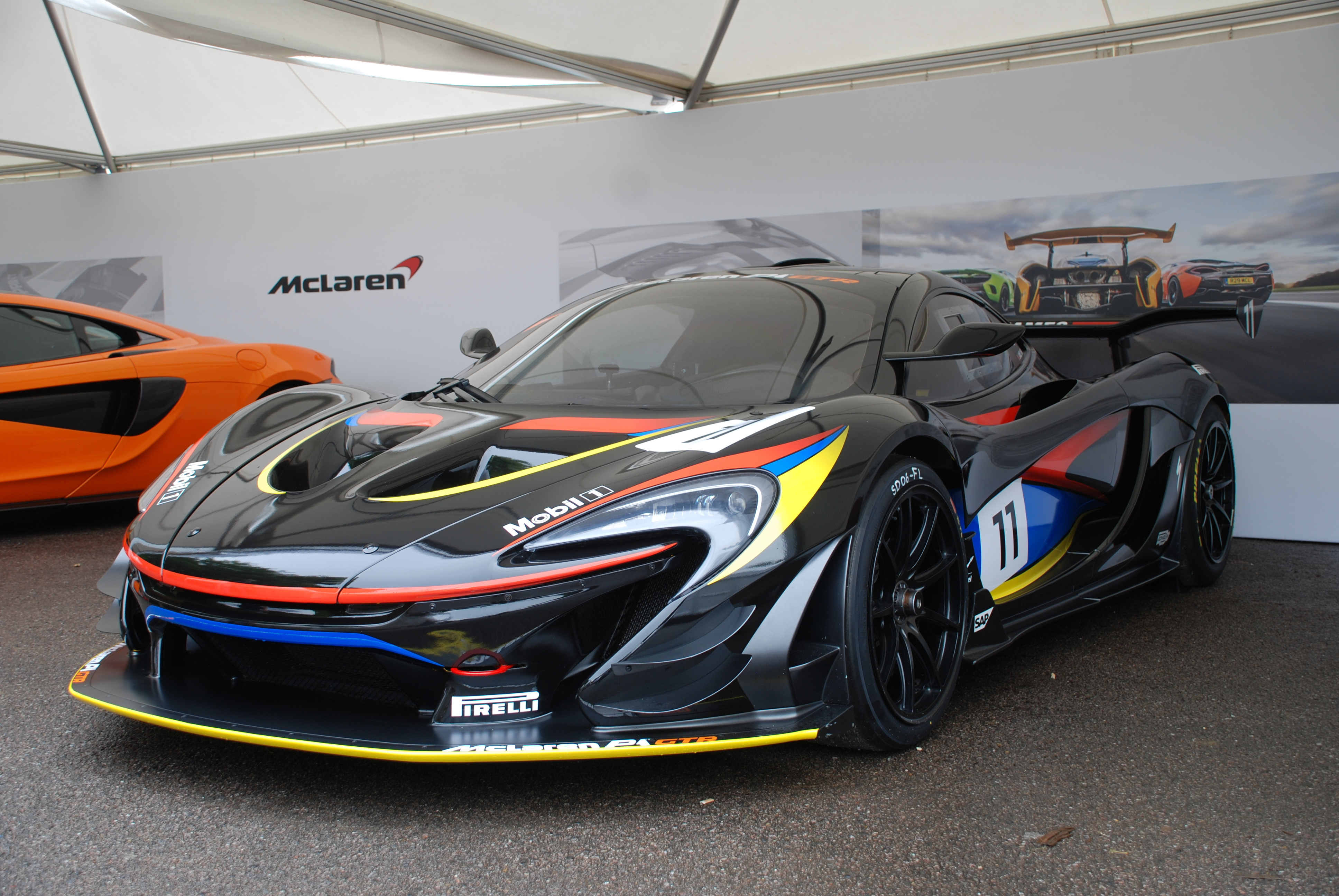
McLaren P1 GTR dotata della versione più evoluta del M838T

Il motore è stato progettato e costruito per essere montato sulla McLaren MP4-12C, dove erogava una potenza di 600 CV a 7000 giri/min e una coppia di 600 Nm a 3000 giri/min. Tuttavia, nel 2012 la McLaren ha modificato il propulsore introducendo alcuni aggiornamenti che ne hanno incrementato la potenza a 625 CV a 7500 giri/min. Per la versione da corsa, la MP4-12C GT3, il motore produce meno potenza fermandosi a soli 500 CV.
Il motore ha subito un ulteriormente evoluzione sulla McLaren P1, dove è stato ottimizzato il sistema di raffreddamento e rinforzato per poter sopportare carichi più gravosi. Anche il blocco motore è stato modificato per poter alloggiare un motore elettrico come parte della trasmissione ibrida della P1. Il motore a benzina produce 727 CV a 7.200 giri/min con ulteriori 176 CV dati al motore elettrico. A 4.000 giri/min il motore eroga una coppia di 720 Nm mentre il motore elettrico può produrre una coppia massima di 260 Nm. 
| Modelli       | Anni                 | Nome in codice | Energia                                                     | momento torcente                           | Limitatore    | Peso   |
| ------------- | -------------------- | -------------- | ----------------------------------------------------------- | ------------------------------------------ | ------------- | ------ |
| MP4-12C       | 2011– settembre 2012 | M838T          | 600 CV a 7000 giri/min                                      | 600 Nm a 3000 rpm                          | 8500 giri/min | 199 kg |
| MP4-12C       | 2013-2014            | M838T          | 625 CV a 7500 giri/min                                      | 600 Nm                                     | 8500 giri/min | 199 kg |
| MP4-12C GT3   | 2011-2015            | M838T          | 500 CV                                                      | -                                          | -             | -      |
| 650S          | 2014-2017            | M838T          | 650 CV a 7250 giri/min                                      | 680 Nm a 6000 rpm                          | -             | -      |
| 675LT         | 2015-2017            | M838T          | 675 CV                                                      | 700 Nm                                     |               |        |
| P1            | ottobre 2013–2015    | M838TQ         | 737 CV a 7200 giri/min (elettrico: 179 CV; totale: 916 CV)  | 720 Nm (elettrico: 260 Nm; totale: 980 Nm) | -             | -      |
| P1 GTR/LM     | 2015-2017            | M838TQ         | 800 CV a 7250 giri/min (elettrico: 200 CV; totale: 1000 CV) | Totale: 1.050 Nm                           | -             | -      |
| McLaren 540C  | 2016-                | M838TE         | 540 CV a 7500 giri/min                                      | 540 Nm a 3500–6500 rpm                     | -             | -      |
| McLaren 570S  | 2016-                | M838TE         | 570 CV a 7400 giri/min                                      | 600 Nm a 5000–6500 rpm                     | -             | -      |
| McLaren 600LT | 2018-                | M838TE         | 600 CV a 7500 giri/min                                      | 620 Nm a 5500–6500 rpm                     | -             | -      |